# Brachipposideros
Brachipposideros — вимерлий рід кажанів родини Hipposideridae. Відомий з формації Riversleigh у північно-західному Квінсленді (Австралія) і області Лангедок-Русійон у Франції. Скам'янілості датуються кінцем олігоцену до раннього міоцену.